# Gustavo Alles
Gustavo Alles, vollständiger Name Gustavo Javier Alles Vila, (* 9. April 1989 in Montevideo) ist ein uruguayischer Fußballspieler.

## Karriere
Der 1,91 Meter große Offensivakteur Alles stand zu Beginn seiner Karriere von der Apertura 2008 bis in die Apertura 2010 in Reihen von Defensor Sporting. In den ersten Januartagen 2011 wechselte er innerhalb der Liga und Montevideos auf Leihbasis zu Racing. Dort absolvierte er in der Saison 2010/11 drei und in der Spielzeit 2011/12 sieben Partien in der Primera División. Ein Tor erzielte er nicht. Nach der Apertura 2011 kehrte er zunächst zum Jahreswechsel für ein halbes Jahr zu Defensor zurück. Im Juli 2012 zog er weiter zum Club Atlético Progreso, bei dem er die Saison 2012/13 verbrachte und neunmal bei 27 Erstligaeinsätzen traf. Im Juli 2013 schloss er sich Liverpool Montevideo an. Seine Mannschaft stieg am Ende der Saison, in der er neunmal (kein Tor) in der Primera División auflief, in die Segunda División ab. Insgesamt stand er dabei nur 221 Minuten für die Montevideaner auf dem Platz. Nach dem Abstieg wurde er zur Apertura 2014 an den Erstligisten Club Atlético Rentistas verliehen. In der Apertura 2014 wurde er 15-mal (drei Tore) in der höchsten uruguayischen Spielklasse und zweimal (ein Tor) in der Copa Sudamericana 2014 eingesetzt. Anfang Februar 2015 schloss er sich dem türkischen Klub Adana Demirspor im Rahmen einer weiteren Ausleihe an. Er lief dort in einer Pokalpartie (kein Tor) und elf Ligaspielen (zwei Tore) auf. Im Juli 2015 setzte er seine Karriere nach Rückkehr in die uruguayische Heimat erneut im Rahmen eines Leihgeschäfts bei Rentistas fort. In der Spielzeit 2015/16 wurde er zwölfmal (kein Tor) in der Primera División eingesetzt. In der zweiten Augusthälfte 2016 schloss er sich nach dem Abstieg von Rentistas dem Erstligisten Juventud an und bestritt beim Klub aus Las Piedras in der Saison 2016 zehn Erstligaspiele (kein Tor). In der Spielzeit 2017 kam er in 15 Ligapartien (vier Tore) zum Einsatz. Anfang August 2017 verpflichtete ihn der peruanische Erstligist Sport Rosario.